# Луций Менений Агрипа Ланат
Вижте пояснителната страница за други личности с името Агрипа.
Луций Менений Агрипа Ланат (на латински: Lucius Menenius Agrippae Lanatus) е политик на ранната Римска република през 5 век пр.н.е.

## Биография
Произлиза от патрицианската фамилия Менении. Син е на Тит Менений Агрипа Ланат (консул 477 пр.н.е.), брат на Тит Менений Агрипа Ланат (консул 452 пр.н.е.) и баща на Агрипа Менений Ланат (консул 439 пр.н.е. и трибун 419 и 417 пр.н.е.).
През 440 пр.н.е. той е консул с Прокул Геганий Мацерин. По това време (440/439) в Рим настъпва тежка гладна криза и богатият плебей Спурий Мелий продава на ниски цени своите зърнени запаси на населението, като се стреми да стане консул, дори цар. Това води до неговото даване под съд от тогавашния префект на Рим Луций Минуций.